# 横浜朝鮮初級学校

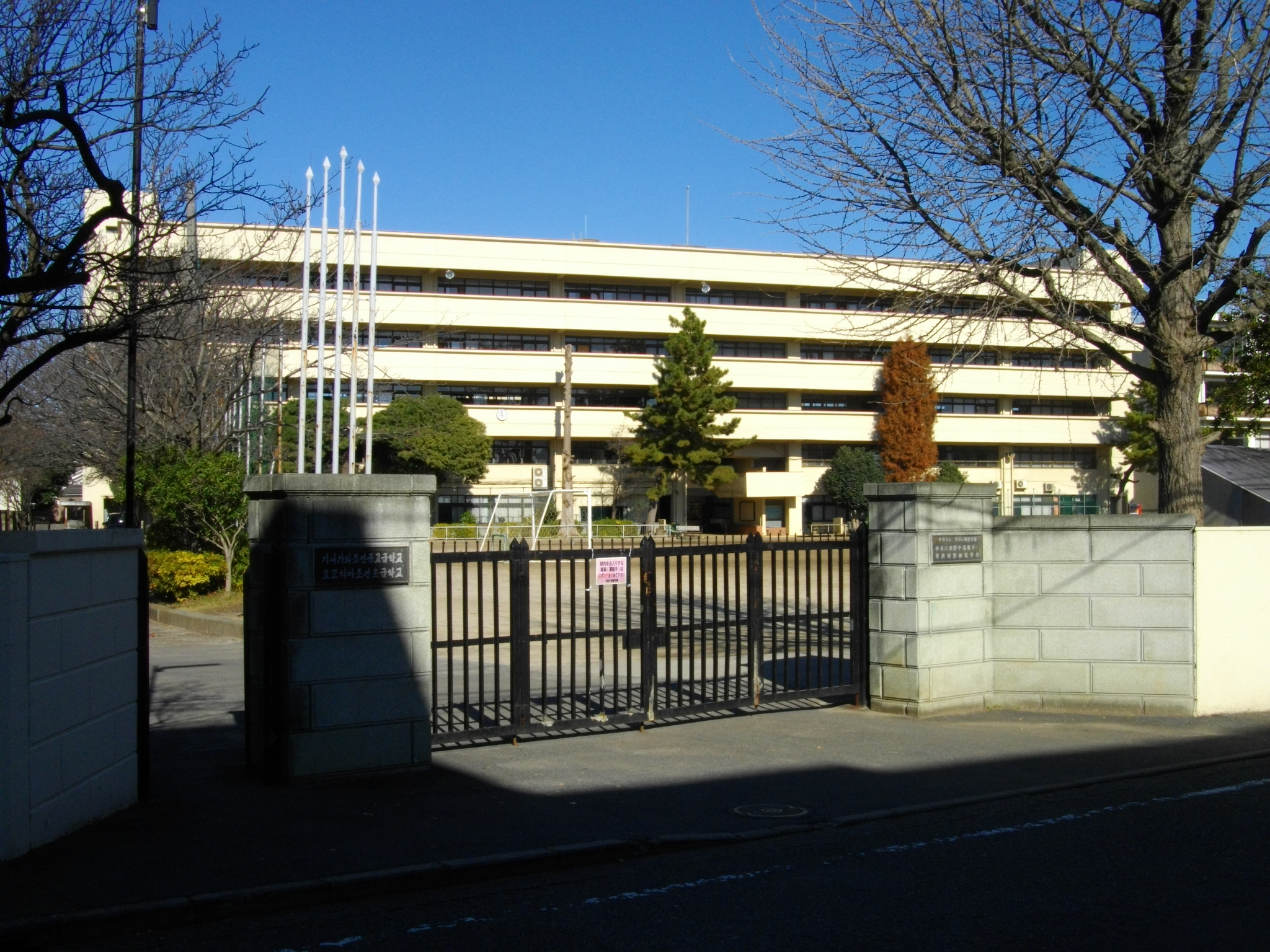
横浜朝鮮初級学校

横浜朝鮮初級学校（よこはまちょうせんしょきゅうがっこう、요꼬하마조선초급학교）は、学校法人神奈川朝鮮学園が運営する神奈川県横浜市神奈川区にある朝鮮学校である。神奈川朝鮮中高級学校と敷地を同じくする。「初中高級学校」とよく間違われるがあくまで初級と中高級は組織的には別体であるようだ。
日本の小学校に相当する教育を行っている各種学校（非一条校）である。

## 沿革
- 1946年
  - 2月25日 -　横浜地域の国語講習所を統合して横浜朝聯初等学院創設
  - 4月5日 -　生徒数増加から横浜市立大鳥小学校の西側3教室を借りて教育実施
- 1947年9月 - 朝聯本部定期大会で市内の朝鮮学校を統合し中央人民学校を建設することを決定
- 1949年
  - 4月15日 -　横浜朝聯中央小学校開校（学生197人、教員6人）
  - 6月 - 木造新校舎竣工
  - 10月19日 -　朝鮮学校閉鎖令により横浜市立青木小学校分校となる
- 1951年6月13日 - 神奈川朝鮮学校の連合運動会に300人以上の武装警官が押し入る
- 1961年5月 - 神奈川朝鮮中高級学校の新校舎建設（現在の鉄筋4階建ての校舎）
- 1965年12月24日 - 学校法人神奈川朝鮮学園が認可取得
- 1966年2月1日 - 自主学校へと移管し横浜朝鮮初級学校に改称
- 1968年9月 - 神奈川中高の新築に伴い現校舎に移転
- 1969年4月 - 横浜朝鮮初級学校付属幼稚班併設
- 1972年7月～8月 - 音楽舞踊クラブの児童たちが東京中高サッカー部生徒とともに初の学生祖国訪問団として朝鮮訪問
- 1999年4月1日 - 横浜初級と神奈川中高を統合し「神奈川朝鮮初中高級学校」に
- 2006年4月1日 - 神奈川初中級から初級部を分離し「横浜朝鮮初級学校」として再出発
- 2016年2月25日 - 創立70周年

## 学科
- 初級部

## 出身者
- 李相日 （映画監督、『フラガール』など）

## 所在地
- 〒221-0844 神奈川県横浜市神奈川区沢渡21

※最寄り駅は、横浜駅または東急東横線反町駅

## 生徒数
2018年現在、76名。